# Neuvy-en-Beauce
Neuvy-en-Beauce ist eine ehemalige französische Gemeinde mit 218 Einwohnern (Stand: 1. Januar 2022) im Département Eure-et-Loir in der Region Centre-Val de Loire. Sie gehörte zum Arrondissement Chartres. Die Bewohner werden Neuvicois und Neuvicoises genannt.
Der Erlass des Präfekten vom 3. Dezember 2024 legte mit Wirkung zum 1. Januar 2025 die Eingliederung von Neuvy-en-Beauce als Commune déléguée zusammen mit den früheren Gemeinden Barmainville und Rouvray-Saint-Denis zur Commune nouvelle Neuville Saint Denis fest.

## Geografie

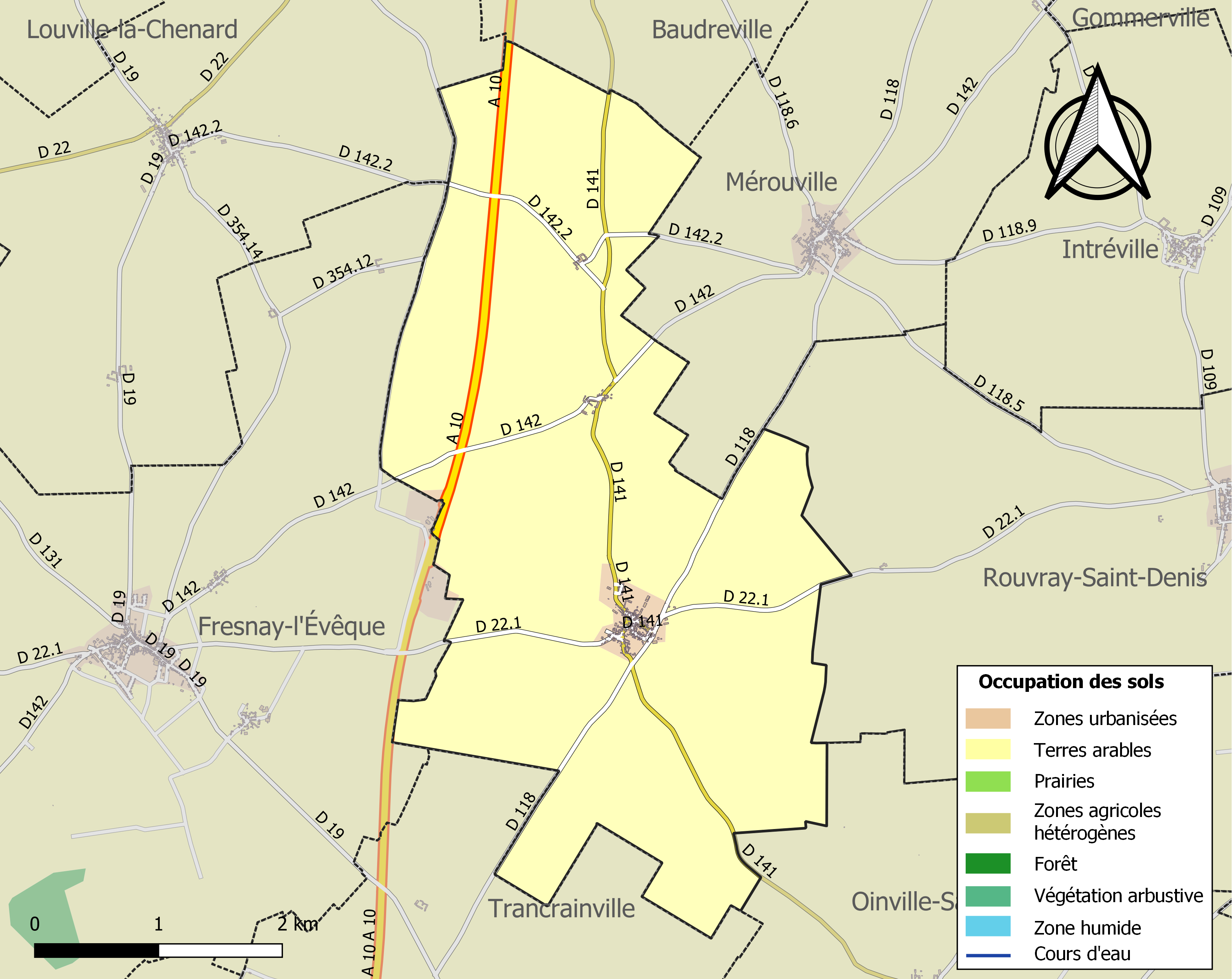
Bodennutzung und Infrastruktur von Neuvy-en-Beauce (2018)

Neuvy-en-Beauce liegt etwa 35 Kilometer südöstlich von Chartres, etwa 28 Kilometer südwestlich von Étampes und etwa 41 Kilometer nördlich von Orléans in der Région naturelle der Beauce. Zu Neuvy-en-Beauce gehören die Weiler Berthouvilliers und Meulières.
Das Ortsgebiet weist keine Fließgewässer aus. Das Zentrum liegt auf etwa 142 m Höhe. Das Bodenrelief ist relativ flach mit Höhen meist zwischen 135 m und 142 m.
Teile des Gebiets von Neuvy-en-Beauce gehören zum Natura-2000-Schutzgebiet „Beauce et vallée de la Conie“ (FR2410002).
Rund 98 % der Fläche von Neuvy-en-Beauce werden landwirtschaftlich, ausschließlich als Kulturboden genutzt, rund 2 % entfallen auf bebaute Flächen (Stand: 2018).
Umgeben wird Neuvy-en-Beauce von den Nachbargemeinden Baudreville im Norden und Nordosten und Mérouville im Nordosten, von der Commune déléguée Rouvray-Saint-Denis im Osten sowie von den Nachbargemeinden Oinville-Saint-Liphard im Südosten, Trancrainville im Süden, Fresnay-l’Évêque im Westen sowie Levesville-la-Chenard im Westen und Nordwesten.

## Bevölkerungsentwicklung

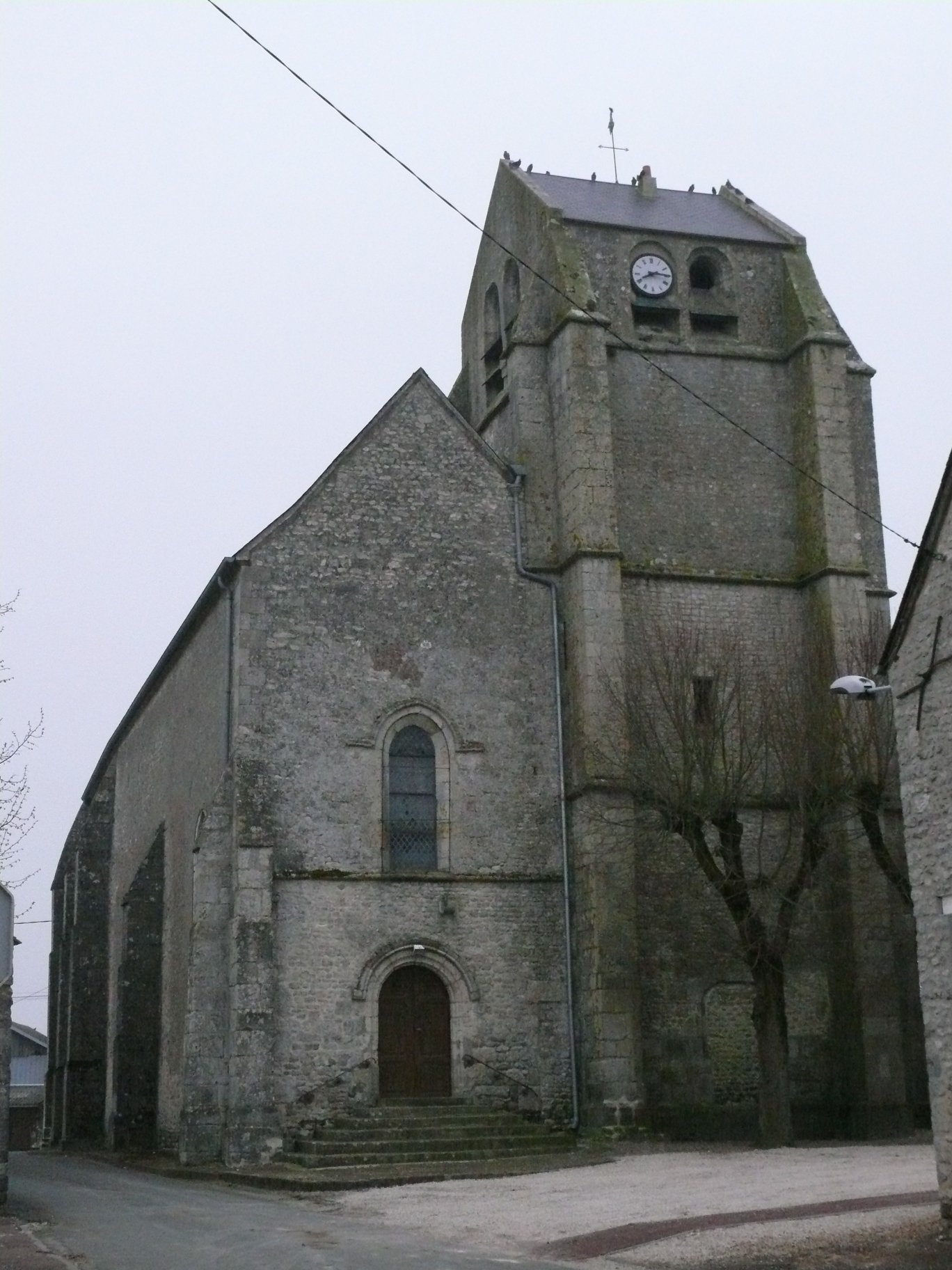
Kirche Saint-Julien

| Jahr                       | 1962 | 1968 | 1975 | 1982 | 1990 | 1999 | 2006 | 2013 | 2020 |
| Einwohner                  | 269  | 262  | 221  | 184  | 180  | 179  | 167  | 205  | 206  |
| Quellen: Cassini und INSEE |      |      |      |      |      |      |      |      |      |

## Sehenswürdigkeiten
- Kirche Saint-Julien aus dem 16. Jahrhundert